# Övre Glottern
Övre Glottern är en sjö i Kolmården i Östergötland. Den ligger ca 4 km norr om Åby i Norrköpings kommun. Sjön är 23 meter djup, har en yta på 1,14 kvadratkilometer och befinner sig 84,8 meter över havet. Sjön avvattnas via Nedre Glottern och Torshagsån till Bråviken. Naturreservatet Glotternskogen ligger intill sjön.

## Delavrinningsområde
Övre Glottern ingår i det delavrinningsområde (651045-152363) som SMHI kallar för Inloppet i Nedre Glottern. Medelhöjden är 105 meter över havet och ytan är 19,76 kvadratkilometer. Det finns inga avrinningsområden uppströms utan avrinningsområdet är högsta punkten. Avrinningsområdets utflöde Torshagsån mynnar i havet. Avrinningsområdet består mestadels av skog (88 procent). Avrinningsområdet har 2,06 kvadratkilometer vattenytor vilket ger det en sjöprocent på 10,4 procent. Delavrinningsområdet ingår i huvudavrinningsområdet Kilaån-Motala ströms kustområde.